# Rina Venter
Tiến sĩ Elizabeth "Rina" Venter (sinh ngày 9 tháng 12 năm 1938) là Bộ trưởng Bộ Y tế Quốc gia và Phát triển Dân số Nam Phi, từ năm 1989 đến 1994.
Venter tốt nghiệp Đại học Pretoria và là một nhân viên xã hội trong 20 năm. Cô phục vụ trong chính phủ của Đảng Quốc gia FW de Klerk, và là người phụ nữ đầu tiên trong lịch sử Nam Phi giữ chức vụ trong nội các. Rina Venter đã nghỉ hưu chính trị vào năm 1994.

## Sự chia rẽ
Vào ngày 17 tháng 5 năm 1990, Venter tuyên bố rằng hệ thống y tế của Nam Phi sẽ bắt đầu tách biệt. 240 bệnh viện nhà nước của Nam Phi đã có sẵn cho tất cả các chủng tộc, mặc dù với việc thực hiện kém so với tối ưu.

## Thuốc lá
Dưới áp lực của các đảng chính trị đối lập, Tiến sĩ Venter đã công khai cam kết vào năm 1991 để điều tra luật về thuốc lá. Chính phủ Apartheid đã trao quyền lợi cho ngành công nghiệp thuốc lá, và do đó sẽ miễn cưỡng đưa ra các hạn chế, vì vậy bà đã tranh thủ sự giúp đỡ của Nhóm Hành động Thuốc lá của xã hội dân sự, để tăng cường truyền thông và hỗ trợ công chúng cho các nỗ lực chống hút thuốc. Sau khi tham khảo ý kiến của những người vận động hành lang ủng hộ và chống thuốc lá, Venter đã quyết định giới thiệu Dự luật Kiểm soát Hút thuốc và Quảng cáo Sản phẩm Thuốc lá, cho phép cô hạn chế hút thuốc ở một số nơi công cộng, sẽ khiến cho việc bán thuốc lá trở nên vi phạm những người dưới 16 tuổi và sẽ giới thiệu thêm các hạn chế như cảnh báo về sức khỏe đối với quảng cáo cho các sản phẩm thuốc lá. Dự luật được tái lập vào năm 1992 dưới dạng Dự luật kiểm soát sản phẩm thuốc lá và bị chính phủ trì hoãn cho đến năm 1993. Cuối cùng dự luật đã được Quốc hội phê chuẩn vào ngày 17 tháng 6 năm 1993.
Rina Venter đã nhận được sự công nhận cho nỗ lực để hạn chế sử dụng thuốc lá với một giải thưởng của Hiệp hội Ung thư Hoa Kỳ.